# GNX (Album)
GNX ist das sechste Studioalbum des US-amerikanischen Rappers Kendrick Lamar, das im November 2024 erschien. Benannt nach dem Buick Regal Modell und in Folge seiner öffentlichen Auseinandersetzung mit kanadischem Rapper Drake ist GNX Lamars erstes Album seit der Trennung von seinen langjährigen Labels Aftermath Entertainment und Top Dawg Entertainment.

## Entstehung und Veröffentlichung
Am 22. November 2024 wurde zunächst unerwarteterweise ein einminütiger Teaser für das Album auf Lamars YouTube- und Instagram-Kanälen hochgeladen. 30 Minuten später wurde GNX über die Musiklabels Interscope Records und PGLang unangekündigt veröffentlicht. Das Album erschien dabei in seiner Originalausführung als Download und Streaming mit 13 Titeln (Katalognummer: 24UM1IM28978). Am 7. Februar 2025 erschien es bei Interscope Records zudem als physische CD- (Katalognummer: 7568676) und LP-Ausführung (Katalognummer: 7568675).
Unterstützend zum Album hat Lamar am 3. Dezember 2024 mit SZA die gemeinsame Grand National Tour angekündigt. Diese begann am 19. April 2025 in Minneapolis und soll am 18. Juni 2025, in Landover beendet werden. Am 9. Februar 2025 performte Lamar die Albumtitel Luther, Man at the Garden, Peekaboo, Squabble Up und TV Off während seines Auftritts in der Halbzeitshow des Super Bowl LIX.
Geschrieben wurden alle Lieder vom Interpreten selbst, zusammen mit verschiedenen, wechselnden Koautoren. Die Produktion erfolgte ebenfalls durch wechselnde Produzenten, Lamar selbst war an den Produktionen zu Reincarnated und Squabble Up beteiligt.

## Artwork
Das Albumcover zeigt einen GNX, der mit dem Heck zum Betrachter geparkt ist und Kendrick, der an das Auto angelehnt und mit den Händen in den Jackentaschen in die Kamera blickt. Das Bild ist schwarz-weiß.

## Hintergrund
Am 13. Mai 2022 erschien Kendrick Lamars fünftes Studioalbum Mr. Morale & the Big Steppers, das sowohl ein Erfolg bei den Kritikern, als auch ein kommerzieller Erfolg war. Nachdem er im März 2024 seine The Big Steppers Tour vollendete, teilte Lamar seinen Kauf eines limitierten 1987 Buick Grand National Experimental (GNX), eine Version mit höherer Ausstattung desselben Modells in dem ihn sein Vater in Folge seiner Geburt aus dem Krankenhaus nachhause mitnahm auf Social Media.
Mr. Morale & the Big Steppers war Lamars letztes Album mit dem Label Top Dawg Entertainment (TDE), bei welchem er 2005 unterschrieben hatte. Bevor seine Auseinandersetzung mit Drake erneut eskalierte, trennte er sich still von Aftermath Entertainment und unterschrieb einen direkten Lizenzvertrag bei deren Distributor, Interscope Records. Während des neuesten Kapitel ihres Beefs veröffentlichte Lamar fünf Singles, inklusive der Nummer-eins-Hits in den Billboard Hot 100, Not Like Us (nicht auf GNX), Squabble Up und Luther.
Gerüchte um ein bevorstehendes Album von Lamar begannen aufzukommen, manche wurden von nahestehenden Künstlern abgestritten. Nach der Ankündigung, dass er als Headliner für die Halftimeshow des Super Bowl LIX ausgewählt wurde, veröffentlichte Lamar Watch the Party Die als Überraschung auf seinem Instagram-Account. Im Oktober bestätigten langjährige Kollaboratoren Terrace Martin, SZA und Schoolboy Q, dass Lamar neue Musik releasen würde.

## Titelliste
| Nr.          | Titel                                                       | Produzent(en)                                                            | Länge |
| ------------ | ----------------------------------------------------------- | ------------------------------------------------------------------------ | ----- |
| 1.           | wacced out murals                                           | Sounwave, Jack Antonoff, Dahi, Frano, Tyler Reese, Craig Balmoris        | 5:17  |
| 2.           | squabble up                                                 | Sounwave, Jack Antonoff, Kendrick Lamar, Bridgeway                       | 2:37  |
| 3.           | luther (feat. SZA)                                          | Sounwave, Jack Antonoff, roselilah, M-Tech, Bridgeway, Kamasi Washington | 2:57  |
| 4.           | man at the garden                                           | Sounwave, Jack Antonoff, Craig Balmoris, Tyler Reese                     | 3:53  |
| 5.           | hey now (feat. Dody6)                                       | Sounwave, Jack Antonoff, Mustard                                         | 3:37  |
| 6.           | reincarnated                                                | Sounwave, Jack Antonoff, Kendrick Lamar, M-Tech, Noah Ehler              | 4:35  |
| 7.           | tv off (feat. Lefty Gunplay)                                | Sounwave, Jack Antonoff, Mustard, Sean Momberger, Kamasi Washington      | 3:40  |
| 8.           | dodger blue (feat. Wallie the Sensei, Siete7x, Roddy Ricch) | Sounwave, Jack Antonoff, Tim Maxey, Tane Runo                            | 2:11  |
| 9.           | peekaboo (feat. Az Chike)                                   | Sounwave, Bridgeway, Sean Momberger                                      | 2:35  |
| 10.          | heart pt. 6                                                 | Sounwave, Jack Antonoff                                                  | 4:52  |
| 11.          | gnx (feat. Hitta J3, YoungThreat, Peysoh)                   | Sounwave, Jack Antonoff, Rascal, Kenny & Billy                           | 3:13  |
| 12.          | gloria (feat. SZA)                                          | Sounwave, Jack Antonoff, Deats                                           | 4:47  |
| Gesamtlänge: | Gesamtlänge:                                                | Gesamtlänge:                                                             | 44:20 |

## Rezensionen
Nach der Veröffentlichung erhielt GNX großen Zuspruch unter Musikkritikern.
So bewertet die US-Website Metacritic, die Kritiken aus verschiedenen Redaktionen zusammenfasst das Album mit durchschnittlich 87 %.
Jürgen Ziemer vom Rolling Stone schreibt, dass „der staubtrockene, überaus selbstbewusste Sound von „GNX“ oft an kalifornische Klassiker der Achtziger, LL Cool J oder Arabian Prince erinnert“.
„Auch wenn es nicht die Art von großem, komplexem Statement ist, wie man es auf To Pimp a Butterfly oder Mr. Morale & the Big Steppers findet, ist GNX dennoch äußerst beeindruckend: kompakt, aber gehaltvoll, kraftvoll, aber musikalisch vielseitig.“, so Alexis Petridis vom Guardian.
Björn Springorum von „The Circle“ beschreibt GNX als „kampfbereites Album“ und „neuen Goldstandard des knallharten Westcoast-Rap“. Er schreibt außerdem, dass Lamar mit GNX „die Industrie hochgejagt“ habe und zieht auch den Vergleich mit einem „Streichholz an der Tanke“.

## Kommerzieller Erfolg
GNX wurde am ersten Tag bereits über 44,2 Millionen Mal auf Spotify gestreamt, mit durchschnittlich 3,6 Millionen Streams pro Song nach nur sieben Stunden.

### Chartplatzierungen
GNX avancierte zum Nummer-eins-Album in Australien, Belgien-Flandern, Dänemark, Neuseeland, den Niederlanden, Norwegen, Schweden, den Vereinigten Staaten und dem Vereinigten Königreich.
In Deutschland stieg das Album am 29. November 2024 auf Rang acht ein und erreichte seine beste Platzierung mit Rang vier am 14. Februar 2025, nachdem das Album nachträglich als LP erschien. Es avancierte für Lamar zum sechsten Chartalbum in Deutschland sowie nach To Pimp a Butterfly (März 2015), Damn. (April 2017) und Mr. Morale & the Big Steppers (Mai 2022) zum vierten Top-10-Erfolg. Darüber hinaus erreichte das Album die Chartspitze der deutschen Hip-Hop-Charts sowie ebenfalls die Chartspitze der Vinylcharts.
| ChartsChartplatzierungen       | Höchstplatzierung | Wochen |
| ------------------------------ | ----------------- | ------ |
| Deutschland (GfK)              | 4 (… Wo.)         | …      |
| Österreich (Ö3)                | 2 (29 Wo.)        | 29     |
| Schweiz (IFPI)                 | 2 (30 Wo.)        | 30     |
| Vereinigte Staaten (Billboard) | 1 (… Wo.)         | …      |
| Vereinigtes Königreich (OCC)   | 1 (27 Wo.)        | 27     |

| ChartsJahrescharts (2024)      | Platzierung |
| ------------------------------ | ----------- |
| Schweiz (IFPI)                 | 56          |
| Vereinigte Staaten (Billboard) | 43          |

### Auszeichnungen für Musikverkäufe
Das Album erreichte nach zwei Wochen über 500.000 Album-equivalent units in den Vereinigten Staaten. Laut Schallplattenauszeichnungen verkaufte es sich weltweit über 233.000 Mal.
| Land/Region                  | Auszeichnungen für Musikverkäufe (Land/Region, Auszeichnung, Verkäufe) | Verkäufe |
| ---------------------------- | ---------------------------------------------------------------------- | -------- |
| Australien (ARIA)            | Gold                                                                   | 35.000   |
| Belgien (BRMA)               | Gold                                                                   | 10.000   |
| Brasilien (PMB)              | Gold                                                                   | 20.000   |
| Dänemark (IFPI)              | Gold                                                                   | 10.000   |
| Frankreich (SNEP)            | Gold                                                                   | 50.000   |
| Italien (FIMI)               | Gold                                                                   | 25.000   |
| Neuseeland (RMNZ)            | Platin                                                                 | 15.000   |
| Portugal (AFP)               | Gold                                                                   | 3.500    |
| Vereinigtes Königreich (BPI) | Gold                                                                   | 100.000  |
| Insgesamt                    | 8× Gold · 1× Platin ·                                                  | 268.500  |

Hauptartikel: Kendrick Lamar/Auszeichnungen für Musikverkäufe